# 擊發調變槍械
可选射击模式枪械（英語：Selective Fire Weapon）又称击发调变枪械、选射枪械、切换射击模式枪械等，是至少具备两种射击模式、可通过拨动开关（而非改装枪械）来切换这些模式的枪械。
射击模式选择器（英語：Fire Mode Selector）又称选发开关、快慢機、射击选择桿等。
射击模式通常包括以下三种：
- 半自动，又称单发

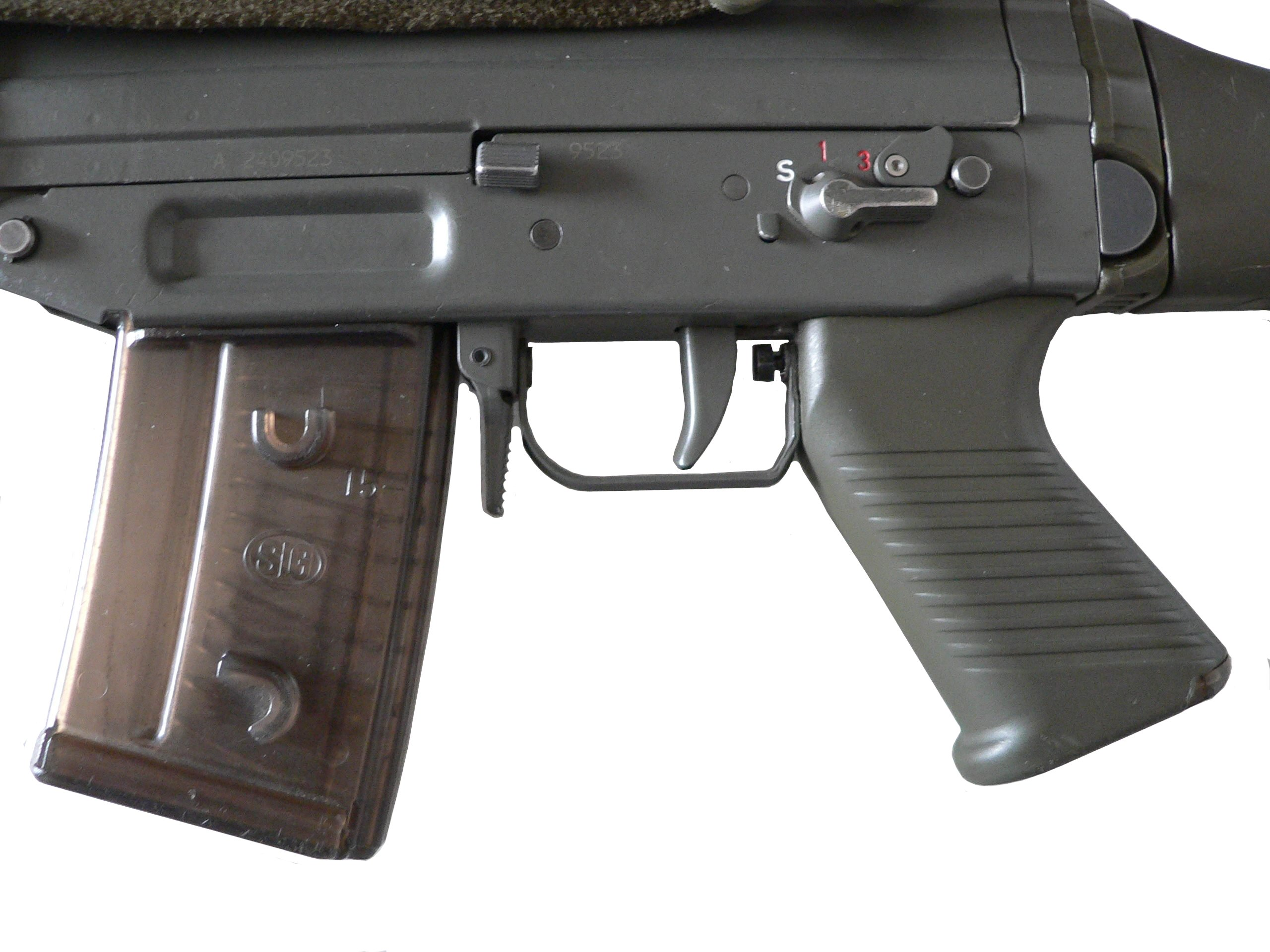
SIG550：白色字母S表示安全（Safe），紅色數字1表示半自动，紅色數字3表示三發點放。

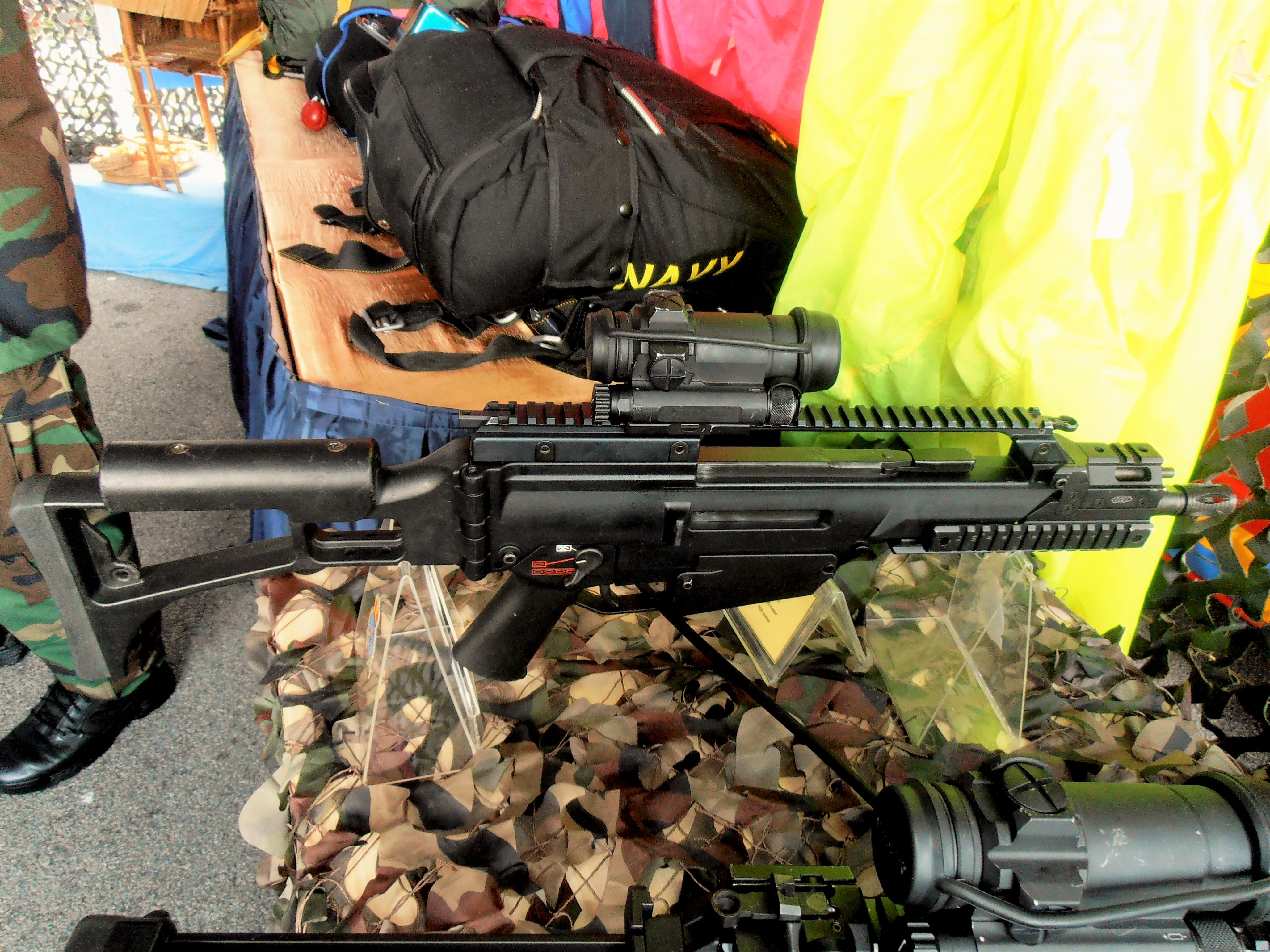
HK G36：白色字母S表示安全（Safe），紅色子彈图标x1表示半自动，紅色子彈图标x4表示全自動。

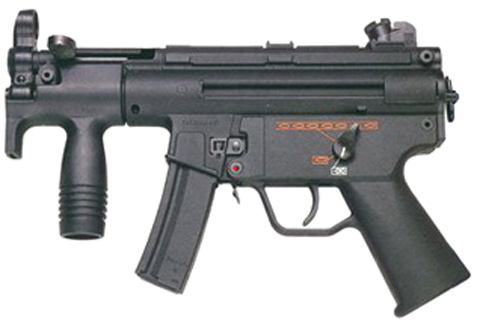
HK MP5K：白色子弹图标表示安全，红色子弹图标x1表示半自动，红色子弹图标x5表示全自動。

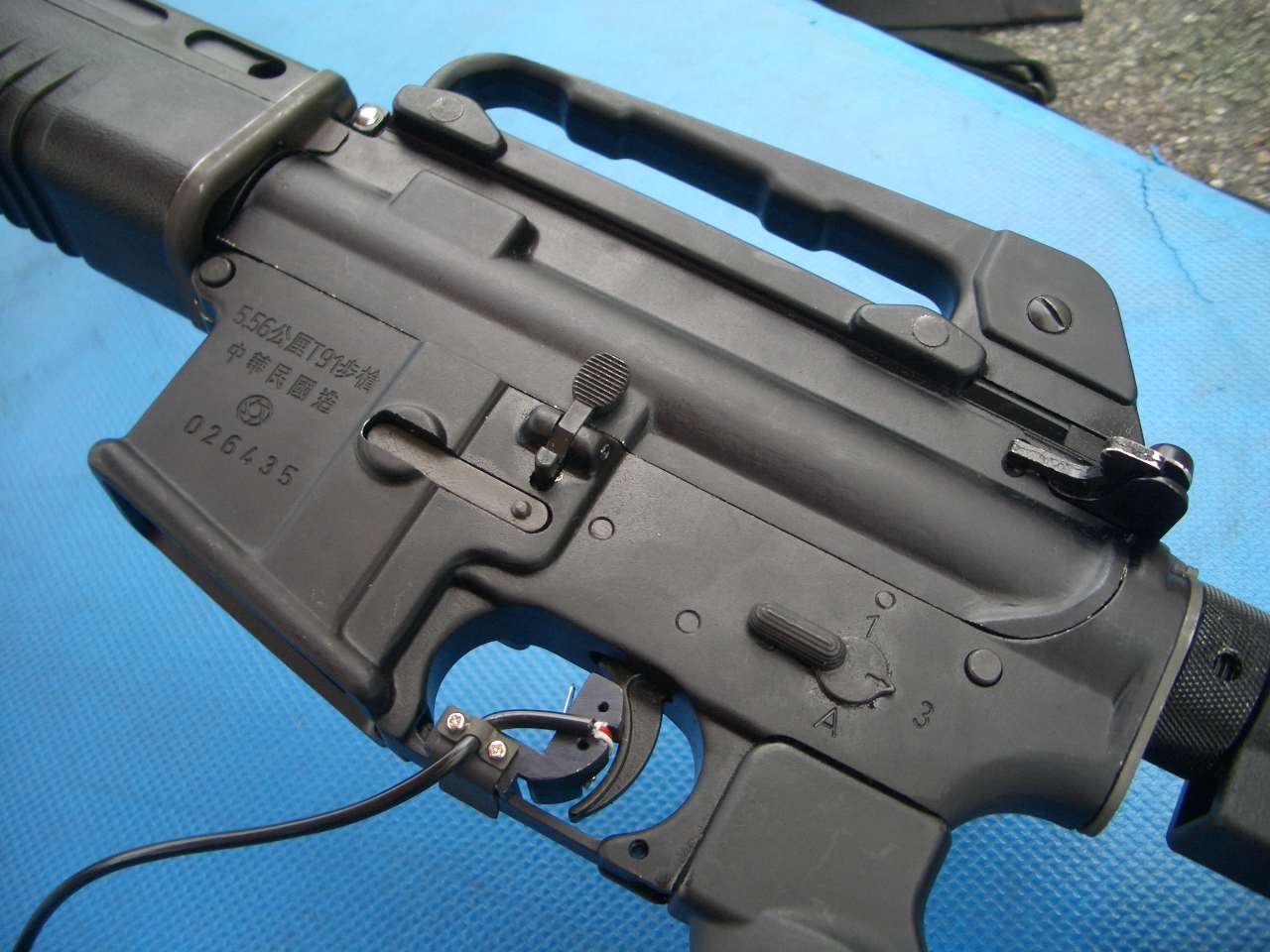
T91：1表示半自動，3表示三發點放，A表示全自動

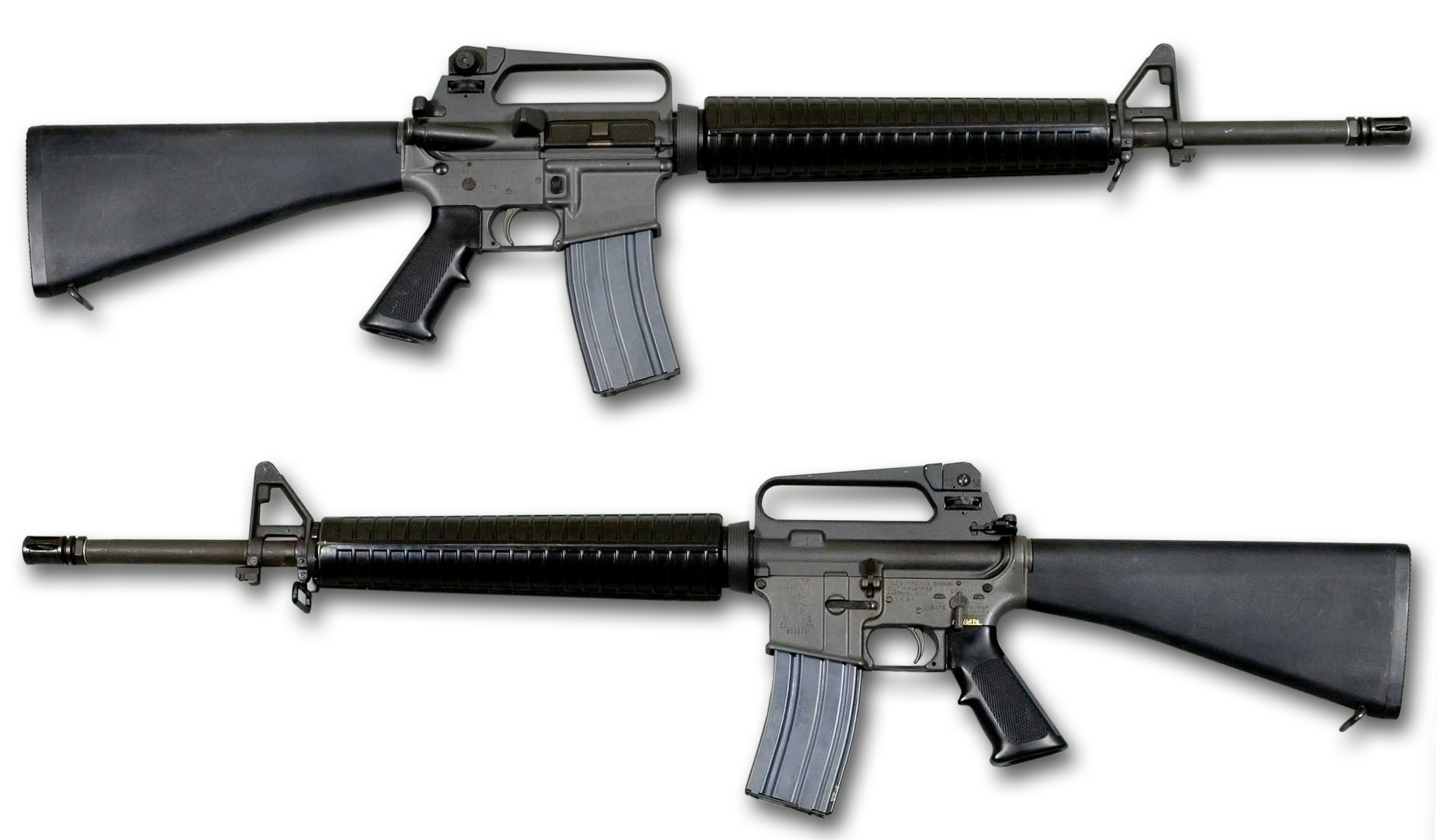
M16A2：安全（Safe）、半自动（Semi）、点放（Burst）

  - 扣下扳机并在松开之前只发射一发子弹，下一发子弹可以自动上膛但不能自动击发。
  - 注意条件是“松开之前”，即不论“松开扳机”这个动作是否引起枪械的击发都不影响判断。例如，富兰克林军械库（Franklin Armory）生产的双发射击系统（Binary Firing System）扳机组套件可以把只能半自动射击的民用 AR-15 改为扣下和松开扳机时各击发一次，实现双发射击，但在法律上仍属于半自动。
- 点放，又称点射
  - 扣下扳机发射 n 发子弹（n>1），同样让接下来的子弹自动上膛。此射擊模式旨在避免士兵緊張時扣住扳機全自動開火，造成彈藥浪費。
  - 依据 n 的不同，可分别称为“两发点放”、“三发点放”等。典型的例子包括：
    - AN-94：可两发点放。
    - MP5：可三发点放。
    - M16A2/A4：可三发点放，但比较特别，详见其条目。
- 全自动，又称连发
  - 只要扣住扳机便可连续不断发射子弹，直到子弹耗尽或发生故障为止。
  - 机枪通常只有这种射击模式，但也有少数可切换至半自动，如HK21、M2重机枪等。

不同枪械的射击模式多样，但大都属于这三种类型。另外，很多枪械会将快慢机与保险设计为同一装置，便于射手精确地控制火力。